# Der beste Sommer unseres Lebens
Der beste Sommer unseres Lebens ist der erste Roman der US-amerikanischen Schriftstellerin Adriana Trigiani, erschienen bei Random House am 4. April 2000. Er enthält in hohem Maße autobiographische Aspekte.

## Handlung
Ave Maria Mulligan ist Italo-Amerikanerin und lebt in dem kleinen Ort Big Stone Gap im Wise County (Virginia). In diesem Ort kennt jeder jeden. Ave Maria geht in ihrer Arbeit als Apothekerin auf, betreut die örtliche Theatergruppe und ist nebenbei noch Rettungssanitäterin. Das Leben scheint ihr auch als Single annehmbar, und sie macht sich im Alltagseinerlei wenig Gedanken. Das ändert sich durch den Tod ihrer Mutter.
In einem Brief, den ihr die Mutter hinterlässt, erfährt Ave Maria, wer ihr leiblicher Vater ist und beginnt sich mit ihren Wurzeln auseinanderzusetzen. Die sonst so zufriedene Ave Maria erwacht aus ihrem Dornröschenschlaf, stellt ihr bisheriges Leben in Frage und nimmt zu den italienischen Verwandten Kontakt auf.
Als sie gerade ihre Vergangenheit im verschlafenen Big Stone Gap hinter sich lassen will, begegnet ihr auf verschlungenen Pfaden die Liebe und sie bekommt gleich zwei Heiratsanträge. Alles, was Ave Maria zu wissen glaubte, gerät durcheinander und sie muss sich ganz neu definieren...

## Kritik
Adriana Trigiani lässt ihre Protagonistin durch eine Fülle unterschiedlichster Gefühle den Weg zu sich selbst antreten. Bei der großen biographischen Ähnlichkeit zwischen Ave Maria Mulligan und der Autorin fragt man sich, wie viel Trigiani hier von sich selbst preisgibt.
Der Roman ist witzig und originell geschrieben, unterhält turbulent und temperamentvoll und zeigt auf liebenswerte Art und Weise menschliche Schwächen auf. Whoopi Goldberg beschreibt ihn als unvergesslich und erklärt ihn zu einem ihrer Lieblingsromane.

## Ausgaben
- Big Stone Gap. A Novel. Random House, New York 2000, ISBN 0-375-50403-6.
- Der beste Sommer unseres Lebens. Roman. Aus dem Amerikanischen von Caroline Einhäupl und Charlotte Breuer. Heyne, München 2000, ISBN 3-453-17856-4.
- Taschenbuch: Der beste Sommer unseres Lebens. Heyne, München 2002, ISBN 3-453-19882-4; ISBN 3-453-21119-7 (Großdruck); ISBN 978-3-453-72009-1 (Neuausgabe 2005).
- Hörbuch: Ulrike Kriener liest Adriana Trigiani: Der beste Sommer unseres Lebens. 3 CDs. Heyne, München 2001, ISBN 3-453-18899-3.